# Борецкое сельское поселение (Архангельская область)
Бо́рецкое се́льское поселе́ние или муниципа́льное образова́ние «Бо́рецкое» — упразднённое муниципальное образование со статусом сельского поселения в Виноградовском муниципальном районе Архангельской области.
Соответствовало административно-территориальным единицам в Виноградовском районе — Борецкому и Сельменьгскому сельсоветам.
Административным центром был посёлок Сельменьга.
С 4 июля 2021 года упразднено в связи с преобразованием муниципального района в муниципальный округ.

## География
Борецкое сельское поселение находится на юге Виноградовского муниципального района, на правом берегу Северной Двины. На юге граничит с Афанасьевским сельским поселением Верхнетоемского района, на севере — с Рочегодским сельским поселением, на западе — с Заостровским сельским поселением. Крупнейшие реки поселения: Сельменьга, Тёда, Ухваж, Рёхта, Старая Рёхта, Шошельца, Оборза, Нижняя Тойма.

## История
Муниципальное образование «Борецкое» было образовано в 2004 году, вместо планировавшихся двух поселений: Бо́рецкого сельского поселения с центром в Гридинской и Сельменьгского сельского поселения с центром в Сельменьге, упразднено — в 2021 году.
В январе 1919 года на территории Бо́рецкой, Кургоминской и Топецкой волостей, только что освобождённых от интервентов, был образован местный народный суд 3-го участка Шенкурского уезда. Суд находился в селе Михайловское Борецкой волости. В 1926 году территория нынешнего Борецкого поселения относилась к Кургоминской волости Шенкурского уезда. В 1989 году в состав Виноградовского района включён посёлок Шошельцы Нижнетоемского сельсовета Верхнетоемского района, который вошёл в состав Сельменьгского сельского совета. В 1992 году Сельменьгский сельский совет был переименован в Сельменьгскую сельскую администрацию.

## Население
Численность населения Борецкого сельского поселения на 1 января 2020 года — 1 098 человек.
| 2010  | 2011  | 2012  | 2013  | 2014  | 2015  | 2016  |
| ----- | ----- | ----- | ----- | ----- | ----- | ----- |
| 1448  | ↘1436 | ↘1388 | ↘1341 | ↘1311 | ↘1269 | ↘1236 |
| 2017  | 2018  | 2019  | 2020  | 2021  |       |       |
| ↘1197 | ↘1168 | ↘1149 | ↘1098 | ↘1066 |       |       |

На 1.01.2013 в поселении было 1341 человек. Численность населения на 01.01.2011 составляла 1436 человек. По данным Всероссийской переписи 2010 года в Борецком поселении проживало 1448 человек. В 2005 году в поселении числилось 1980 человек.

## Состав сельского поселения
В состав Борецкого сельского поселения входят посёлки и деревни:
- Алексеевская
- Горка
- Городок
- Гридинская
- Задориха
- Зауйтовская
- Игнатьевская
- Леушинская
- Михайловская
- Островецкая
- Пустынская
- Сельменьга
- Скобели
- Фалюки
- Шошельцы

### Топографические карты
- Топографическая карта P-38-51,52. (Лист Сергеевская)
- Борецкое поселение на Wikimapia